# Nonna Papera
Nonna Papera (nome originale inglese Grandma Duck), meno nota con il nome proprio di Elvira Coot, è un personaggio immaginario dei fumetti e dei cartoni animati della Disney, nonna paterna di Paperino e bisnonna paterna di Qui, Quo e Qua. 
Creata nel 1943 da Al Taliaferro, da allora è apparsa in numerose storie a fumetti in tutto il mondo; nonostante il suo cognome inglese Coot significhi folaga, è rappresentata come un'anatra bianca, al pari di tutti i suoi parenti.

## Genesi e caratterizzazione del personaggio
Ispirandosi a sua suocera (tale Donnie M. Wheaton), Al Taliaferro fa esordire il personaggio come nonna di Paperino nella striscia del 27 settembre 1943, anche se era già stato menzionato nel 1934 in alcune tavole domenicali trasposizioni del cortometraggio La gallinella saggia; se ne era visto un ritratto in casa di Paperino anche nella striscia dell'11 agosto 1940.
Abita in una fattoria fuori Paperopoli insieme al suo aiutante Ciccio, ma tale accostamento è esclusivo dei comic book; nelle strisce giornaliere originarie infatti, gli autori Karp e Taliaferro non li affiancarono mai, né mai rivelarono il nome di battesimo, indicandola semplicemente come "nonna". Pioniera, papera forte, cuoca sopraffina, sposata con Humperdink Duck, detto anche Dabney, abita in una fattoria alla periferia di Paperopoli; questo ultimo aspetto e il fatto di avere il nipote fannullone Ciccio come assistente sono dovuti a Riley Thomson a partire dalla storia I tre paperini e Nonna Papera disegnata da Carl Barks (1950), ma comunque egli non è il solo a lavorare sul personaggio, e ciò porta a differenze nella sua caratterizzazione a seconda degli autori. Spesso Barks ritrae il personaggio in una casa poco fuori città e non in una fattoria, come si può vedere nella natalizia Paperino e i doni inattesi (1950). In storie lunghe di Barks, invece, il personaggio farà solo delle piccole apparizioni, come in Zio Paperone e la fonte della giovinezza (1960), da cui comunque emergerà che non ha una parentela stretta con Paperon de' Paperoni.
Il nome Elviry venne introdotto da Riley Thomson nella storia del 1950 Il compleanno di Nonna Papera; successivamente Carl Fallberg nella storia del 1953 Nonna Papera a Hollywood, disegnata da Frank McSavage, le dà invece il nome Abigail Duck, che in Italia divenne Rita Papera. Il nome Abigail viene impiegato una seconda volta nella storia Topolino e la ferrovia Toccaferro del 1955, scritta sempre da Fallberg e disegnata da Paul Murry. Anche Murry ha usato molto il personaggio, e il ricco corpus di storie americane che la vedono protagonista ha contribuito a creare la versione di Nonna Papera che conosciamo oggi: da papera burbera e retrograda che era nelle strisce originarie, si addolcisce progressivamente in amorevole e paziente vecchina, vera "capofamiglia" del clan dei paperi insieme a Paperone.
La prima storia di produzione italiana in cui appare è Paperino e le onorificenze (1952) di Luciano Bottaro. Nella storia Paperino e la vecchia ricevuta (1967), di Carlo Chendi e Luciano Gatto, il suo nome di battesimo viene detto essere Genoveffa Papera. Riallacciandosi al personaggio di Thomson, gli autori italiani coniugano una versione grintosa e forte della nonna, interpretazione presente anche nella versione di Rodolfo Cimino, mentre gli altri autori nel corso dei decenni la rendono sempre più dolce e bonaria come avvenuto nei fumetti americani. Insieme a Nino Russo, Cimino scrive molte storie sul passato del personaggio, ma anche la serie Nonna Papera e i racconti intorno al fuoco, in cui Elvira Coot racconta ai parenti riuniti storie e leggende del folclore contadino e/o dei tempi dei pionieri. Molti autori italiani, a cominciare da Guido Martina e Abramo Barosso fin dagli anni sessanta, la ritennero sorella di Paperone; anche Marco Rota in Buon compleanno Paperino! (1984), lascia intendere che Elvira e Paperone siano fratello e sorella: ciò non emerge invece nei fumetti statunitensi, in cui i due interagiscono sempre con un certo distacco.
Secondo un'interpretazione consolidatasi negli anni, e originariamente nata in storie americane come Questa è la tua vita, Paperino (1960) o Nonna Papera la mattacchiona (1964) di Tony Strobl, Paperino sarebbe cresciuto nella fattoria di Nonna Papera, versione ripresa in Italia dalla storia biografica realizzata da Rota, e su cui alla fine degli anni novanta venne impostata la serie di Paperino Paperotto, nella quale si apprende che la fattoria è ubicata nel borgo campagnolo di Quack Town. In questa serie di storie si lascia intendere inoltre che i rapporti tra Paperone e la sua famiglia fossero migliori di quanto, invece, si evince dalla Saga di Paperon de Paperoni di Don Rosa: il Paperone di mezza età era conosciuto alla fattoria e addirittura la frequentava ogni tanto, mentre nella Saga i rapporti vengono a troncarsi già al suo ritorno a Paperopoli, e il piccolo Paperino incontra lo zio una volta per poi rivederlo solo da adulto. Nelle primissime storie della serie, come Paperino Paperotto e un cent per Millicent (1999), Nonna Papera è ancora considerata sorella di Paperone.

### Parentele
Gli alberi genealogici creati da Carl Barks e Don Rosa, insieme alla Saga di Paperon de' Paperoni di quest'ultimo, definiscono le parentele di Nonna Papera. Sorella di Casey e figlia di Clinton, fondatore delle Giovani Marmotte, e Gertrude Folaga, è la nipote di Cornelius Coot, il fondatore di Paperopoli. Sposata, come detto, con Humperdink, ha tre figli: Eider Duck, padre di Paperoga e Abner "Chiarafonte" Duck, il forzuto di famiglia; Dafne Duck, madre di Gastone Paperone, anch'essa fortunatissima; Quackmore Duck, padre dei gemelli Della Duck e Paperino, pronto all'ira e sempre sull'orlo di una crisi di nervi (un po' come il figlio maschio). Ultima sua discendenza sono Qui, Quo e Qua, figli di Della, unione delle tre famiglie de Paperoni, Coot e Duck. È prozia materna di Ciccio, poiché è la sorella del padre di sua madre.

### L'auto di Nonna Papera

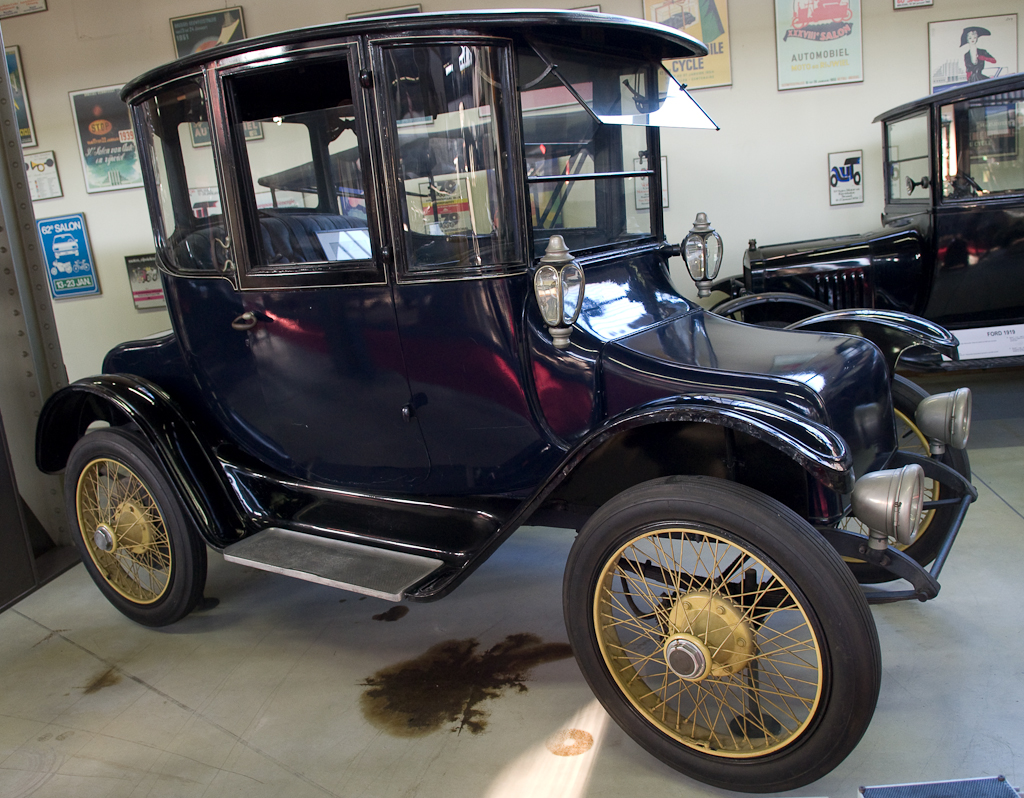
Una Detroit Electric del 1916

Nonna Papera appare spesso alla guida di una vecchia e lenta auto elettrica, spesso di colore blu o rosso, chiaramente ispirata ai modelli della Detroit Electric, che a partire dal 1907 godettero di una certa diffusione sul mercato americano. La Detroit Electric era particolarmente utilizzata dal pubblico femminile, grazie alla maggiore semplicità di guida e di avviamento rispetto alle contemporanee auto a combustibile (che non erano ancora dotate del motorino di avviamento, e perciò andavano avviate girando faticosamente una manovella), e probabilmente per questo venne presa come ispirazione.

## Nell'animazione
Il personaggio esordì in versione animata l'11 marzo 1960 nell'episodio della serie televisiva Walt Disney Presents  "La storia di Paperino", in cui è doppiata in inglese da June Foray e in italiano da Alina Moradei (nel primo doppiaggio del 1985) e da Germana Dominici (nel ridoppiaggio del 1990). L'episodio raffigura la sua grande difficoltà nell'allevare Paperino, un anatroccolo cocciuto e irascibile dal momento in cui è nato. 
Successivamente fece dei brevi cammei nel cortometraggio Canto di Natale di Topolino (1983) e nell'episodio di DuckTales - Avventure di paperi "Sfida all'ultimo derby" (1987).